# José Orlando Alves
José Orlando Alves (Lavras, 13 de março de 1970) é um compositor erudito brasileiro.

## Biografia
Bacharelou-se em Composição Musical pela Universidade Federal do Rio de Janeiro (1998). Mestre em Composição pela UFRJ (2001), sob a orientação da professora Marisa Resende. Doutor em Composição pela Universidade Estadual de Campinas – UNICAMP (2005), sob a orientação do professor Jônatas Manzolli.
Participou dos Panoramas da Música Brasileira Atual (1994 a 1998) e das Bienais da Música Brasileira Contemporânea (1997 a 2003). Em 2001, no Concurso Nacional FUNARTE de Composição, ganhou o primeiro prêmio na categoria II – Duos, com a obra Pantomimas, para clarinete e fagote, e o 2.º prêmio na categoria IV – Quintetos, com a obra Quinctus, para quinteto de sopros. Participou, em 2001, do Encontro de Compositores e Intérpretes Latino-Americanos, realizado em Belo Horizonte.
Em 2003, foi premiado em primeiro lugar no VII Concurso Nacional de Composição do IBEU, com a obra Quantum; em 2005, recebeu Menção Honrosa no Concurso Nacional de Composição Camargo Guarnieri, realizado pela Orquestra Sinfônica da USP, com a obra Circinus; e em 2006, foi premiado em terceiro lugar no Concurso SESIMINAS de Composição para Orquestra de Câmara, realizado na cidade de Belo Horizonte.
Atualmente, é professor adjunto da Universidade Federal da Paraíba e Coordenador do Laboratório de Composição Musical da UFPB - COMPOMUS.

## Obras principais
- Circinus (2005) – orquestra sinfônica.
- Inserções IV (2005) – trompete e piano.
- Sincrofonia II (2005) – marimba e flauta.
- In Extremis (2004) – flauta e piano.
- Inserções III (2004) – trombone e piano.
- Sincrofonia (2004) – duo de percussão, clarinete e violoncelo.
- Disposições Texturais (2003) – piano solo.
- Inserções I (2003) – clarinete e piano.
- Inserções II (2003) – flauta e piano.
- Invariâncias (2003) – piano solo.
- Prelúdio e Palíndromo (2003) – quarteto de trompetes.
- Quantum (2003) – quinteto de sopros.
- Pantomimas IV (2001) – clarinete e fagote.
- Quinctus (2001) – quinteto de sopros.
- Fanfarras (2000) – quatro trompas e quatro trompetes.
- Fantasia para Trompa e Piano' (2000).
- Pantomimas III (2000) – duo de fagotes.
- Quinteto para Clarinete e Cordas' (2000).
- Sonatina para Oboé e Piano (1999).
- Concerto para Violão e Orquestra de Cordas (1998).
- Fantasia (1997) – clarinete, trombone, violino, violoncelo e contrabaixo.
- Fantasia para Metais e Piano (1997).
- Pantomimas I (1997) – viola e contrabaixo.
- Pantomimas II (1997) – duo de oboés.
- Quinteto (1997) – clarinete, trombone, violino, violoncelo e contrabaixo.
- Concertino para Oboé e Orquestra de Cordas (1996).
- Fantasia para Oboé, Trompa e Piano (1995).
- Pequena Suíte Brasileira (1995) – orquestra sinfônica.